# 山根視来
山根 視来（やまね みき、1993年12月22日 - ）は、神奈川県横浜市青葉区出身のプロサッカー選手。メジャーリーグサッカー・ロサンゼルス・ギャラクシー所属。ポジションはディフェンダー（DF）。元日本代表。
2021年シーズンのJ1リーグアシスト王（12アシスト）。

## 来歴

### クラブ

#### プロ入り前
父と兄の影響で5歳の時にあざみ野F.C.に加入し、小学校4年の時に東京ヴェルディの下部組織へ加入した。同ユースチームへは昇格できず、第一学院高等学校高萩本校へ進学した。高校2年の時、東日本大震災に見舞われ、学校が被災。当時監督だった大石篤人の指示で、実家の近隣にある桐蔭横浜大学に練習場所を一時移した。この時の縁がきっかけとなり、同大学に進学し、主力として4年間活躍した。

#### 湘南ベルマーレ
2016年より、湘南ベルマーレへ加入。1年目は負傷の影響もあり、リーグ戦では出場機会は無かった。2017年の開幕戦・水戸ホーリーホック戦では「3-4-3」の右CBに抜擢されてリーグ戦デビューを果たした。2018年4月7日の第6節鹿島アントラーズ戦ではプロ入り初得点を記録し、勝利に貢献した。

#### 川崎フロンターレ
2020年より、川崎フロンターレに完全移籍。7月26日、第7節の湘南ベルマーレ戦で古巣相手に得点した。
シーズン当初から右サイドバックのポジションを確保すると、自身のプレースタイルを遺憾無く発揮し、自身最多得点となる4得点を記録した。シーズン通して安定した活躍が認められ、自身初となるJリーグベストイレブンに選出された。

#### LAギャラクシー
2024年より、初の海外挑戦で、メジャーリーグサッカー（MLS）のロサンゼルス・ギャラクシーに移籍。

### 代表
2021年3月18日、韓国代表との国際親善試合およびFIFAワールドカップ2022カタールアジア2次予選兼AFCアジアカップ中国2023予選モンゴル代表戦のメンバーとして日本代表に初選出。3月25日、国際親善試合の韓国代表との試合で代表デビューし、代表初ゴールも決めた。
　
2022年11月1日、2022カタールW杯に臨む日本代表に選出された。グループリーグ2戦目のコスタリカ戦に出場し、ワールドカップデビューを果たした。

## プレースタイル
大学までは攻撃的なポジションで活躍したが、2017年、当時の湘南の曺貴裁監督によって3バックの右にコンバート。本来備わっていたドリブル技術を武器に、積極的な攻撃参加で攻撃に厚みをもたらす。2020年に移籍した川崎では右サイドバックを務める。運動量が豊富で球際にも強い。最終ラインからドリブルで飛び出していけることはもちろん、タッチライン際だけでなくハーフスペースも積極的に狙える。思い切りの良さが魅力で、密集地帯でのボール扱いも苦にしない。

## 所属クラブ
- 1998年 - 2003年 あざみ野F.C.（横浜市立あざみ野第二小学校）
- 2004年 - 2005年 東京ヴェルディ1969ジュニア（横浜市立あざみ野第二小学校）
- 2006年 - 2008年 東京ヴェルディ1969ジュニアユース（横浜市立あざみ野中学校）
- 2009年 - 2011年 ウィザス高等学校
- 2012年 - 2015年 桐蔭横浜大学
- 2016年 - 2019年  湘南ベルマーレ
- 2020年 - 2023年  川崎フロンターレ
- 2024年 -  ロサンゼルス・ギャラクシー

## 個人成績
| 国内大会個人成績 | 国内大会個人成績 | 国内大会個人成績 | 国内大会個人成績 | 国内大会個人成績 | 国内大会個人成績 | 国内大会個人成績 | 国内大会個人成績 | 国内大会個人成績 | 国内大会個人成績 | 国内大会個人成績 | 国内大会個人成績 |
| 年度             | クラブ           | 背番号           | リーグ           | リーグ戦         | リーグ戦         | リーグ杯         | リーグ杯         | オープン杯       | オープン杯       | 期間通算         | 期間通算         |
| 年度             | クラブ           | 背番号           | リーグ           | 出場             | 得点             | 出場             | 得点             | 出場             | 得点             | 出場             | 得点             |
| 日本             | 日本             | 日本             | 日本             | リーグ戦         | リーグ戦         | リーグ杯         | リーグ杯         | 天皇杯           | 天皇杯           | 期間通算         | 期間通算         |
| ---------------- | ---------------- | ---------------- | ---------------- | ---------------- | ---------------- | ---------------- | ---------------- | ---------------- | ---------------- | ---------------- | ---------------- |
| 2013             | 桐蔭横浜大       | 11               | -                | -                | -                | -                | -                | 1                | 0                | 1                | 0                |
| 2015             | 桐蔭横浜大       | 7                | -                | -                | -                | -                | -                | 2                | 1                | 2                | 1                |
| 2016             | 湘南             | 13               | J1               | 0                | 0                | 2                | 0                | 2                | 0                | 4                | 0                |
| 2017             | 湘南             | 13               | J2               | 37               | 0                | -                | -                | 2                | 0                | 39               | 0                |
| 2018             | 湘南             | 13               | J1               | 32               | 1                | 8                | 0                | 0                | 0                | 40               | 1                |
| 2019             | 湘南             | 13               | J1               | 31               | 2                | 3                | 0                | 0                | 0                | 34               | 2                |
| 2020             | 川崎             | 13               | J1               | 31               | 4                | 5                | 0                | 2                | 0                | 38               | 4                |
| 2021             | 川崎             | 13               | J1               | 37               | 2                | 0                | 0                | 4                | 0                | 41               | 2                |
| 2022             | 川崎             | 13               | J1               | 32               | 3                | 1                | 0                | 0                | 0                | 33               | 3                |
| 2023             | 川崎             | 13               | J1               | 33               | 2                | 5                | 0                | 4                | 0                | 42               | 2                |
| アメリカ         | アメリカ         | アメリカ         | アメリカ         | リーグ戦         | リーグ戦         | リーグ杯         | リーグ杯         | USオープン杯     | USオープン杯     | 期間通算         | 期間通算         |
| 2024             | LAギャラクシー   | 2                | MLS              | 38               | 0                | 3                | 0                | -                | -                | 41               | 0                |
| 通算             | 日本             | 日本             | J1               | 196              | 14               | 24               | 0                | 12               | 0                | 232              | 14               |
| 通算             | 日本             | 日本             | J2               | 37               | 0                | -                | -                | 2                | 0                | 39               | 0                |
| 通算             | アメリカ         | アメリカ         | MLS              | 38               | 0                | -                | -                | 3                | 0                | 41               | 0                |
| 総通算           | 総通算           | 総通算           | 総通算           | 271              | 14               | 27               | 0                | 17               | 1                | 315              | 15               |

| 国際大会個人成績 | 国際大会個人成績 | 国際大会個人成績 | 国際大会個人成績 | 国際大会個人成績 |
| 年度             | クラブ           | 背番号           | 出場             | 得点             |
| AFC              | AFC              | AFC              | ACL              | ACL              |
| ---------------- | ---------------- | ---------------- | ---------------- | ---------------- |
| 2021             | 川崎             | 13               | 6                | 0                |
| 2022             | 川崎             | 13               | 4                | 0                |
| 2023-24          | 川崎             | 13               | 6                | 1                |
| 通算             | AFC              | AFC              | 16               | 1                |

出場歴
- 公式戦初出場 - 2016年4月20日 ナビスコ杯グループステージ第4節 vsジュビロ磐田（Shonan BMWスタジアム平塚）

## タイトル

### クラブ
湘南ベルマーレ
- Jリーグカップ（2018年）
- J2リーグ（2017年）

川崎フロンターレ
- J1リーグ：2回（2020年、2021年）
- 天皇杯 JFA 全日本サッカー選手権大会：2回（2020年、2023年）
- スーパーカップ（2021年）

LAギャラクシー
- MLSカップ : 2024

### 代表
- EAFF E-1サッカー選手権（2022）

### 個人
- Jリーグベストイレブン：3回（2020年、2021年、2022年）
- Jリーグ優秀選手賞（2022年）
- JPFAアワード（J1）・ベストイレブン：1回（2022年）

## 代表歴
- 国際Aマッチ初出場・初得点 - 2021年3月25日 - 国際親善試合 vs韓国代表（横浜国際総合競技場）

### 出場大会
- 全日本大学選抜（2014年）
- 日本代表
  - 2022 FIFAワールドカップ・アジア予選（2021年）
  - EAFF E-1サッカー選手権2022（2022年）
  - 2022 FIFAワールドカップ (2022年)

### 試合数
- 国際Aマッチ 16試合 2得点（2021年 - ）

| 日本代表 | 国際Aマッチ | 国際Aマッチ |
| 年       | 出場        | 得点        |
| -------- | ----------- | ----------- |
| 2021     | 6           | 1           |
| 2022     | 10          | 1           |
| 通算     | 16          | 2           |

### 出場
| No. | 開催日         | 開催都市         | スタジアム                                   | 対戦国         | 結果 | 大会                                   |
| --- | -------------- | ---------------- | -------------------------------------------- | -------------- | ---- | -------------------------------------- |
| 1.  | 2021年3月25日  | 横浜             | 横浜国際総合競技場                           | 韓国           | ○3-0 | 国際親善試合                           |
| 2.  | 2021年6月7日   | 吹田             | パナソニックスタジアム吹田                   | タジキスタン   | ○4-1 | 2022 FIFAワールドカップ・アジア2次予選 |
| 3.  | 2021年6月11日  | 神戸             | ノエビアスタジアム神戸                       | セルビア       | ○1-0 | キリンチャレンジカップ2021             |
| 4.  | 2021年6月15日  | 吹田             | パナソニックスタジアム吹田                   | キルギス       | ○5-1 | 2022 FIFAワールドカップ・アジア2次予選 |
| 5.  | 2021年11月11日 | ハノイ           | ミーディン国立競技場                         | ベトナム       | ○1-0 | 2022 FIFAワールドカップ・アジア3次予選 |
| 6.  | 2021年11月17日 | マスカット       | スルタン・カーブース・スポーツコンプレックス | オマーン       | ○1-0 | 2022 FIFAワールドカップ・アジア3次予選 |
| 7.  | 2022年3月24日  | シドニー         | スタジアム・オーストラリア                   | オーストラリア | ○2-0 | 2022 FIFAワールドカップ・アジア3次予選 |
| 8.  | 2022年3月29日  | さいたま         | 埼玉スタジアム2002                           | ベトナム       | △1-1 | 2022 FIFAワールドカップ・アジア3次予選 |
| 9.  | 2022年6月2日   | 札幌             | 札幌ドーム                                   | パラグアイ     | ○4-1 | キリンチャレンジカップ2022             |
| 10. | 2022年6月6日   | 東京             | 国立競技場                                   | ブラジル       | ●0-1 | キリンチャレンジカップ2022             |
| 11. | 2022年6月10日  | 神戸             | ノエビアスタジアム神戸                       | ガーナ         | ○4-1 | キリンカップサッカー2022               |
| 12. | 2022年6月14日  | 吹田             | パナソニックスタジアム吹田                   | チュニジア     | ●0-3 | キリンカップサッカー2022               |
| 13. | 2022年7月19日  | 鹿嶋             | 茨城県立カシマサッカースタジアム             | 香港           | ○6-0 | EAFF E-1サッカー選手権2022             |
| 14. | 2022年9月27日  | デュッセルドルフ | エスプリ・アレーナ                           | エクアドル     | △0-0 | 国際親善試合                           |
| 15. | 2022年11月17日 | ドバイ           | アール・マクトゥーム・スタジアム             | カナダ         | ●1-2 | 国際親善試合                           |
| 16. | 2022年11月27日 | ライヤーン       | アフメド・ビン＝アリー・スタジアム           | コスタリカ     | ●0-1 | 2022 FIFAワールドカップ                |

### ゴール
| No. | 開催日        | 開催都市 | スタジアム             | 対戦国 | 勝敗 | 試合概要                 |
| --- | ------------- | -------- | ---------------------- | ------ | ---- | ------------------------ |
| 1.  | 2021年3月25日 | 横浜     | 横浜国際総合競技場     | 韓国   | ○3-0 | 国際親善試合             |
| 2.  | 2022年6月10日 | 神戸     | ノエビアスタジアム神戸 | ガーナ | ○4-1 | キリンカップサッカー2022 |